# 閉流形
數學上，閉流形是指無邊界的緊緻流形。如討論背景中的流形不可能有邊界，那麼緊緻流形都是閉流形。留意閉流形中的「閉」是指封閉，不是拓撲學概念的閉集。
閉流形從直觀意義來說是「有限」的。按照緊緻性的基本性質，一個閉流形是有限個連通閉流形的不交併。幾何拓撲學的根本目標之一，是瞭解可能出現的閉流形。
閉流形的最簡單例子是圓形，這是一維的閉流形。二維閉流形（閉曲面）的簡單例子有環面和克萊因瓶。一個非例子是直線，雖然是無邊界流形，但不是緊緻。另一個非例子是閉圓盤，雖然是緊緻流形，但有邊界。

## 性質
任何閉拓撲流形，都可以嵌入到某Rn中。這結果可以從更一般的惠特尼嵌入定理得出。